# Oblast' di Volgograd
L'oblast' di Volgograd (in russo Волгогра́дская о́бласть, Volgográdskaja óblast' ) è un'oblast' della Russia, esteso sul territorio della Russia europea meridionale. Il capoluogo è la città di Volgograd.

## Geografia fisica
L'oblast' di Volgograd si estende ad ovest della steppa dei Kirghisi su un territorio prettamente pianeggiante, ma interessato anche dalle Alture del Volga e da quelle del Don. L'oblast' confina con Saratov, Rostov, Astrachan' e Voronež e con la Calmucchia in Russia e con il Kazakistan.
La oblast' è attraversata dai fiumi Don e Volga, che forma il bacino di Volgograd con una grande diga idroelettrica, e dal canale Volga-Don che unisce i due fiumi; nella regione si trova inoltre il lago salato Ėl'ton.
Il clima è di tipo continentale, con inverno freddi ed estati molto calde; le precipitazioni sono scarse su tutto il territorio. A causa di questa scarsità, il manto vegetale assolutamente prevalente è la steppa.

## Città principali
Il capoluogo Volgograd (1 012 800 abitanti), sulla destra del basso corso del Volga, immediatamente a valle dell'omonimo bacino artificiale è un notevole nodo stradale e ferroviario sede di aeroporto. Dal 1925 al 1961 si chiamò Stalingrado e durante la seconda guerra mondiale fu teatro dell'omonima battaglia.
Altre città di rilievo sono Volžskij, Kamyšin, Michajlovka, Urjupinsk, Frolovo, Bereslavka.

## Geografia antropica

### Suddivisioni amministrative

#### Rajon
La oblast' di Volgograd comprende 33 rajon (fra parentesi il capoluogo):
- Alekseevskij (Alekseevskaja)
- Bykovskij (Bykovo)
- Černyškovskij (Černyškovskij)
- Danilovskij (Danilovka)
- Dubovskij (Dubovka)
- Elanskij (Elan')
- Frolovskij (Frolovo*)
- Gorodiščenskij (Gorodišče)
- Ilovlinskij (Ilovlja)
- Kalačëvskij (Kalač-na-Donu)
- Kamyšinskij (Kamyšin*)
- Kikvidzenskij (Preobraženskaja)
- Kletskij (Kletskaja)
- Kotel'nikovskij (Kotel'nikovo)
- Kotovskij (Kotovo)
- Kumylženskij (Kumylženskaja)
- Leninskij (Leninsk)

- Michajlovskij (Michajlovka*)
- Nechaevskij (Nechaevskaja)
- Nikolaevskij (Nikolaevsk)
- Novoanninskij (Novoanninskij)
- Novonikolaevskij (Novonikolaevskij)
- Oktjabr'skij (Oktjabr'skij)
- Ol'chovskij (Ol'chovka)
- Pallasovskij (Pallasovka)
- Rudnjanskij (Rudnja)
- Serafimovičskij (Serafimovič)
- Sredneachtubinskij (Srednjaja Achtuba)
- Staropoltavskij (Staraja Poltavka)
- Surovikinskij (Surovikino)
- Svetlojarskij (Svetlyj Jar)
- Urjupinskij (Urjupinsk*)
- Žirnovskij (Žirnovsk)

#### Città
I centri abitati della oblast' che hanno lo status di città (gorod) sono 19 (in grassetto le città sotto la diretta giurisdizione dell'oblast', che costituiscono una divisione amministrativa di secondo livello):
- Dubovka
- Frolovo
- Kalač-na-Donu
- Kamyšin
- Kotel'nikovo
- Kotovo
- Krasnoslobodsk

- Leninsk
- Michajlovka
- Nikolaevsk
- Novoanninskij
- Pallasovka
- Petrov Val
- Serafimovič

- Surovikino
- Urjupinsk
- Volgograd
- Volžskij
- Žirnovsk

#### Insediamenti di tipo urbano
I centri urbani con status di insediamento di tipo urbano sono invece 17:
- Bykovo
- Černyškovskij
- Danilovka
- Elan'
- Erzovka
- Gorodišče

- Ilovlja
- Krasnyj Jar
- Linëvo
- Medvedickij
- Novonikolaevskij
- Novyj Rogačik

- Oktjabr'skij
- Rudnja
- Sebrovo
- Srednjaja Achtuba
- Svetlyj Jar

## Economia
L'oblast' ha abbandonato, in questi ultimi anni, il suo indirizzo agricolo per dedicarsi alla più redditizia industria (siderurgica, metallurgica, cantieristica, meccanica, petrolchimica, chimica, conciaria e del legno).